# تشارلز ويلسون (سياسي بريطاني)
تشارلز ويلسون (بالإنجليزية: Charles Henry Wilson)‏ هو سياسي بريطاني (وحمل سابقاً جنسية المملكة المتحدة لبريطانيا العظمى وأيرلندا)، ولد في 13 يناير 1859، وتوفي في 30 ديسمبر 1930. حزبياً، نشط في حزب المحافظين. في الانتخابات الفرعية في مجلس العموم البريطاني ‏، انتخب عضو برلمان المملكة المتحدة الـ32 عن دائرة Leeds Central ‏ (26 يوليو 1923 – 16 نوفمبر 1923) وفي الانتخابات العامة في المملكة المتحدة 1923 ‏، انتخب عضو برلمان المملكة المتحدة الـ33 عن دائرة Leeds Central ‏ (6 ديسمبر 1923 – 9 أكتوبر 1924) وفي الانتخابات العامة في المملكة المتحدة 1924 ‏، انتخب عضو برلمان المملكة المتحدة الـ34 عن دائرة Leeds Central ‏ (29 أكتوبر 1924 – 10 مايو 1929).